# XVII століття до н. е.

## Правителі
- Фараони 13-ї династії (до 1650): Себекхотеп VI, Неферхотепа, Хор І, Себекхотеп VII, Ментухотеп, Ментумсаф, Дедімос I, Дедімос II, Сенебмі, Неферхотепа III, Себекхотеп VIII, Мершепсеф-Іні, Ментувосер, Сенааіб , Венваветемсаф;
- Фараони 14-ї династії (до 1650): Небджекара, Убенра, Ауібра, Херібра, Небсенра, Сехеперенра, Джедхерура, Санхібра, Нефертемра, Какемурра, Неферібра, Хепу, Небеннаті, Бєбнєв.
- 15-а династія (Великі гіксоси) (з 1650): Салітіс, Шеши, Якубхер, Хіан, Апопі I, Апопі II
- 16-а династія (Малі гіксоси) (з 1650): Нубусер, Якбоам, Ваджед.
- 17-а династія (у Фівах) (з 1650): Ініотеф IV, Ініотеф V, Себекемсаф II, Джехуті, Ментухотеп VI, Небірірад I, Небірірад II, Семенмеджатр.
- Царі хетів Лабарна I, Лабарна II (Хаттусили I), Мурсили I.
- Царі Ассирії Белу-лазні, Лібайя, Шарма-Адад I, Іптар-Сін, Базайра, Луллая, Кідінну- Нінуа, Шарма-Адад II.
- Царі Країни Моря Іттін-лінібі, Дамік-Ілішен II, Ішкібаль, Шушші.
- Царі Вавилона Абіешу, Аммі-Діта, Аммі-цадука, Самсу-Діта.
- Царі Еламу Лілаірташ, Темпті-Агуна, Танулі, Темптіхалкі, Кук-Нашур, Кутер-Шільхахі, Темптірапташ , Кутучулуш II.
- Царі касситов Каштіліаш I, Каштіліаш II, Абіратташ, Урзікурумаш, Кхарбашікхі, Тіптакзі.
- Царі Ямхад Ярим-Лім II, Нікм-ЕПА I, Іркабтум, Аммурапі II.
- Царі Ся Цзінь, Кун Цзя, Гао, Фа, Цзе (існування спірно).

## Єгипет
- Перша половина 17 століття (друга половина 18 століття) — Створення у Палестині племінного союзу гіксосів, який підпорядковує Північну Сирію.
- 1648 (1674) — Завоювання гіксосами («іноземні правителі» — дав.-єгип.) Єгипту. Гіксоси використовували колісниці, які не були відомі єгиптянам.
- 1648—1540 (Близько 1700 — близько 1570) — Панування гіксосів у Єгипті. Правління 14-ї, 15-ї (Аваріс) і 16-ї[1] (Середній Єгипет) династій гіксосів. Фараони Хіан і Апопі. Поселення євреїв у Єгипті.
- Бл. 1640—1552 до н. е. XVII династія з Фів (Таа I, Таа II, Камос) в союзі з крітянами[1] і нубійцями намагається протистояти гіксосській владі.
- 1648—1550 — Правління 17-ї династії у Фівах. Контролює територію від Елефантини до Абідосу.

## Інші регіони
- Близько 1700 — Зникнення культури Хараппи.
- Близько 1700 — Життя Авраама, легендарного засновника юдаїзму.
- Близько 1700 — Загибель палаців у Кноссі і Фесті (від землетрусу або вторгнення ворогів). Незабаром відновлений.
- Близько 1680—1650 — Правитель хетів Табарна (Лапарнас або Лабарна). Держава з центром у Хаттусі. Підпорядкування різних територій східній частині Малої Азії, аж до Середземного моря.
- Близько 1650—1620 — Цар хетів Хаттусилі, син Табарна. Походи у Сирію проти Халпи (Алеппо).
- Близько 1627 — катастрофічне Мінойське виверження. Вибух вулкана на острові Санторіні в Егейському морі та подальший землетрус та цунамі призвели до занепаду Мінойської цивілізації. [2]
- Близько 1620 — Після смерті Хаттусилі смути у хетів. На престол вступає Мурсилі, син Хаттусилі. Перенесення столиці до Хаттуси.
- Близько 1620 — близько 1590 — Цар хетів Мурсили I.